# Бет Шемеш
Бет Шемеш (хебр. בית שמש, арап. ‏بيت شيمش‎) је град у Израелу у округу Јерусалим. Бет Шемеш у преводу на српски језик значи „Кућа сунца”. Према процени из 2022. у граду је живело 170.683 становника.

## Становништво
Према процени, у граду је 2022. живело 170.683 становника.
| 1983.  | 1995.  |
| ------ | ------ |
| 12.976 | 24.179 |

## Партнерски градови
- Сплит
- Коко
- Ланкастер
- Нордхаузен
- Ласа
- Рамапо